# Панамериканский чемпионат по дзюдо 2000
Панамериканский чемпионат по дзюдо 2000 года прошёл 12-14 ноября в городе Орландо (США) под эгидой Панамериканского союза дзюдо. Чемпионат был 25-м по счёту. Наиболее успешным на чемпионате было выступление спортсменов Канады, которые завоевали 14 наград: по 5 золотых и серебряных, 4 бронзовых. Всего на пьедестал чемпионата поднимались дзюдоисты из 14 стран.

## Медалисты

### Мужчины
| Категория            | Золото                      | Серебро                     | Бронза                                                                    |
| -------------------- | --------------------------- | --------------------------- | ------------------------------------------------------------------------- |
| до 55 кг             | Хуан Роман · Пуэрто-Рико    | Себастьян Пас · Аргентина   | Рашад Чин · Канада Хуан де Паула · Доминиканская Республика               |
| до 60 кг             | Дэнилсон Лоренсо · Бразилия | Даниэль Симард · Канада     | Хуан Хасинто · Доминиканская Республика Эмилиано Соса · Аргентина         |
| до 66 кг             | Людвиг Ортис · Венесуэла    | Файкал Бусбиат · Канада     | Алекс Оттиано · США Мигель Мендоса · Сальвадор                            |
| до 73 кг             | Орландо Фуэнтес · США       | Жан-Франсуа Марсо · Канада  | Лукас Ландолфи · Аргентина Ричард Леон · Венесуэла                        |
| до 81 кг             | Ариэль Сганга · Аргентина   | Даниэль Инсуа · Венесуэла   | Альваро Пасейро · Уругвай Аарон Коэн · США                                |
| до 90 кг             | Кейт Морган · Канада        | Габриэль Лама · Чили        | Мигель Бойссард · Доминиканская Республика Алехандро Гонсалес · Аргентина |
| до 100 кг            | Ато Хэнд · США              | Хуан Геральдино · Колумбия  | Андрес Лофорте · Аргентина Стивен Эдмондо · Канада                        |
| свыше 100 кг         | Питер Кэмпбелл · США        | Орландо Бассино · Аргентина | Рейнальдо Варгас · Венесуэла Хосе Васкес · Доминиканская Республика       |
| Абсолютная категория | Габриэль Лама · Чили        | Орландо Бассино · Аргентина | Джоэл Брутус · Гаити Карлос Сантьяго · Пуэрто-Рико                        |

### Женщины
| Категория   | Золото                      | Серебро                       | Бронза                                                  |
| ----------- | --------------------------- | ----------------------------- | ------------------------------------------------------- |
| до 44 кг    | Сьюз Оливейрос · Венесуэла  | Кэтрин Энслер · США           | Исабель Латулиппе · Канада                              |
| до 48 кг    | Синтия Тан · Канада         | Адриана Лосада · Мексика      | Мариана Мартинс · Бразилия Саяка Мацумото · США         |
| до 52 кг    | Чарли Минкин · США          | Эми Тасака · Канада           | Жаклин Диас · Венесуэла Элизабет Мелендес · Пуэрто-Рико |
| до 57 кг    | Мишель Бэкингем · Канада    | Таня Феррейра · Бразилия      | Роксана Гарсиа · Пуэрто-Рико Давина Минкин · США        |
| до 63 кг    | Ваня Исии · Бразилия        | Джессика Гарсиа · Пуэрто-Рико | Марта Давила · Чили Софи Робердж · Канада               |
| до 70 кг    | Мари-Элен Чисхольм · Канада | Сандра Бахер · США            | Ивон Перес · Пуэрто-Рико Нэнси Авила · Мексика          |
| до 78 кг    | Эми Коттон · Канада         | Эми Тонг · США                | Марианела Астудильо · Венесуэла                         |
| свыше 78 кг | Кармен Чала · Эквадор       | Ольга Бергер · Канада         | Джованна Бланко · Венесуэла                             |

## Медальный зачёт
*   Принимающая страна (США)
| Место           | Страна                   | Золото | Серебро | Бронза | Всего |
| --------------- | ------------------------ | ------ | ------- | ------ | ----- |
| 1               | Канада                   | 5      | 5       | 4      | 14    |
| 2               | США*                     | 4      | 3       | 4      | 11    |
| 3               | Венесуэла                | 2      | 1       | 5      | 8     |
| 4               | Бразилия                 | 2      | 1       | 1      | 4     |
| 5               | Аргентина                | 1      | 3       | 4      | 8     |
| 6               | Пуэрто-Рико              | 1      | 1       | 4      | 6     |
| 7               | Чили                     | 1      | 1       | 1      | 3     |
| 8               | Эквадор                  | 1      | 0       | 0      | 1     |
| 9               | Мексика                  | 0      | 1       | 1      | 2     |
| 10              | Колумбия                 | 0      | 1       | 0      | 1     |
| 11              | Доминиканская Республика | 0      | 0       | 4      | 4     |
| 12              | Гаити                    | 0      | 0       | 1      | 1     |
| 12              | Сальвадор                | 0      | 0       | 1      | 1     |
| 12              | Уругвай                  | 0      | 0       | 1      | 1     |
| Всего стран: 14 | Всего стран: 14          | 17     | 17      | 31     | 65    |